# Kroktjärnen (naturreservat, Malå kommun)
Kroktjärnen är ett naturreservat i Malå kommun i Västerbottens län.
Området är naturskyddat sedan 2009 och är 103 hektar stort. Reservatet ligger söder om Malån och omfattar sjöarna Kroktjärnen och Håptjärnen. Reservatet består av tallskog med några mindre granpartier vid fuktstråken.